# سلکترا
سلکترا (انگلیسی: Selecta) شرکت صنایع غذایی سوئیسی است، که در سال ۱۹۵۷ تأسیس شد.